# Tony Garnier (bassist)
Tony Garnier (Saint Paul (Minnesota), 18 augustus 1956) is een Amerikaanse basgitarist en contrabassist. Hij is vooral bekend als bandleider van Bob Dylan, met wie hij sinds 10 juni 1989 samenspeelt.

## Loopbaan
Hij was van 1971 tot 1978 lid van Asleep at the Wheel en daarna van The Lounge Lizards. Hij speelde korte tijd in de Saturday Night Live Band met G.E. Smith, die hem in 1989 meenam naar Dylan als opvolger van Kenny Aaronson. Sindsdien is hij daar gebleven. Garnier is de enige die zo lang met Dylan samenspeelt en behoort samen met Stuart Kimball, George Receli, Denny Freeman en Don Herron tot Dylans Never Ending Tour-band. Garnier vertolkte de rol van bassist in de film Masked and Anonymous (2003), geschreven door Dylan die zelf de hoofdrol speelde als 'Jack Fate'. Al eerder verscheen Garnier in een film van Dylan: Renaldo and Clara uit 1975.
Naast zijn samenwerking met Dylan speelde Garnier ook mee bij opnames van Tom Waits, Loudon Wainwright III, Paul Simon, Marc Ribot en Eric Andersen. Zijn basspel is te horen in speelfilms van Jim Jarmusch, in het bijzonder Down by Law (1986) met Tom Waits. Garnier werkte met Michelle Branch aan haar album Everything Comes and Goes dat in 2010 uitkwam. In 2019 was hij coproducent van het album After the fire After the rain van The Lost Brothers. 
- Bibsys: 6083988
- Bibliothèque nationale de France: cb141803293 (data)
- Gemeinsame Normdatei: 134821467
- International Standard Name Identifier: 0000 0000 7732 3917
- Library of Congress Control Number: no2001101799
- Nationale Bibliotheek van Letland: 000335080
- MusicBrainz: f5540748-a168-4f5c-8220-d0a8e3c81f80
- Nationale Bibliotheek van Tsjechië: xx0072950
- Nationale Bibliotheek van Israël: 987007406028505171
- SNAC: w6k091rs
- Virtual International Authority File: 93455863
- WorldCat: E39PBJpPG9YQGMc9RrxcWgw6Kd